# La Malahá
La Malahá là một đô thị trong tỉnh Granada, Tây Ban Nha. Theo điều tra dân số 2005 (INE), đô thị này có dân số là 1679 người.
37°06′B 3°43′T / 37,1°B 3,717°T